# كارلوس أندريس كونينيونيز
كارلوس أندريس كونينيونيز هو لاعب كرة قدم إكوادوري في مركز الدفاع، ولد في 18 أغسطس 1980 في مويزن ‏ في الإكوادور. شارك مع منتخب الإكوادور لكرة القدم. أما مع النوادي، فقد لعب مع نادي إيميلك.

## وصلات خارجية
- كارلوس أندريس كونينيونيز على موقع قاعدة بيانات كرة القدم.إي يو (الإنجليزية)
- كارلوس أندريس كونينيونيز على موقع ناشيونال فوتبول تيمز (الإنجليزية)